# Liste der Bischöfe von Vic
Die folgenden Personen waren Bischöfe des Bistums Vic, Katalonien (Spanien):
- Cinidi (516–517)
- Aquili (589–599)
- Theodor (610)
- Esteve (614–633)
- Domni (636–638)
- Gueric (643–653)
- Guisfred (683–693)
- Gotmar (886–899)
- Idalguer (899–914)
- Jordi (914–947)
- Guadamir (948–957)
- Ato (957–971)
- Fruia (972–993)
- Arnulf (993–1010)
- Borell (1010–1018)
- Oliva (de Cerdanya) (1017–1046)
- Guillem de Balsareny (1046–1076)
- Berenguer Sunifred de Lluçà (1078–1099)
- Guillem Berenguer (1100–1101)
- Arnau de Malla (1102–1109)
- Ramon Gaufred (1109–1146)
- Pere de Redorta (1147–1185)
- Ramon Xetmar de Castellterçol (1185–1194)
- Guillem de Tavertet (1195–1233)
- Bernat Calbó (1233–1243)
- Bernat de Mur (1244–1264)
- Ramon d’Anglesola (1264–1298)
- Berenguer de Bellvís (1298–1301)
- Ponç de Vilaró (1302–1306)
- Ramon d’Anglesola (1306)
- Berenguer de Saguàrdia (1306–1328)
- Galceran Sacosta (1328–1345)
- Miquel de Ricomà (1345–1346)
- Hug de Fenollet (1346–1349)
- Lope Fernández de Luna (1349–1352)
- Ramon de Bellera (1352–1377)
- García Fernández de Heredia (1377–1387)
- Fernando Pérez Calvillo (1387–1392)
- Joan de Baufés (1392–1393)
- Francesc Riquer i Bastero (1393–1400)
- Diego de Heredia (1400–1410)
- Alfons de Tous (1410–1423)
- Miquel de Navès (1423)
- Jordi d’Ornós (1424–1445)
- Jaume de Cardona i Gandia (1445–1459) (Haus Folch de Cardona)
- Cosme de Montserrat (1459–1473)
- Guillem Ramon de Montcada i de Vilaragut (1474–1493)
- Joan de Peralta (1493–1505)
- Joan d’Enguera, O.P. (1506–1511)
- Joan de Tormo (1511–1553)
- Acisclo Moya de Contreras (1554–1564)
- Benet de Tocco, O.S.B. (1564–1572)
- Joan Beltran de Guevara (1573)
- Bernat de Josa i de Cardona, O.S.B. (1574–1575)
- Pere d’Aragó (1577–1584)
- Joan Baptista de Cardona (1584–87)
- Pere Jaime (1587–1597)
- Joan Vila (1597)
- Francesc Robuster i Sala (1598–1607)
- Onofre de Reard (1608–1612)
- Antoni Gallard i de Treginer (1612–1613)
- Andrés de San Jerónimo, O.S.H. (1614–1625)
- Pere de Magarola i Fontanet (1627–1634)
- Gaspar Gil y Miravete de Blancas (1635–1638)
- Alfonso de Requeséns Fenollet, O.F.M. (1639)
- Ramon de Setmenat i de Lanuza (1640–1655)
- Francesc Crespí de Valldaura i Brizuela (1656–1662)
- Brauli Sunyer (1663–1664)
- Jaume de Copons i de Tamarit (1665–1674)
- Jaume Mas (1674–1684)
- Antoni Pascual (1684–1704)
- Manuel de Santjust i Pagès (1710–1720)
- Ramon de Marimon i de Corbera-Santcliment (1721–1744)
- Manuel Muñoz i Guil (1744–1751)
- Bartolomé Sarmentero, O.F.M. (1752–1775)
- Antoni Manuel de Hartalejo Lopez, O. de M. (1777–1782)
- Francesc de Veyan i Mola (1783–1815)
- Ramon Strauch i Vidal, O.F.M. (1816–1823)
- Pau Jesús Corcuera i Caserta (1825–1835)
- Llucià Casadevall i Duran (1848–1852)
- Antoni Palau i Térmens (1854–1857)
- Joan-Josep Castanyer i Ribas (1858–1865)
- Antoni Lluís Jordà i Soler (1866–1872)
- Pere Colomer i Mestres (1876–1881)
- Josep Morgades i Gili (1882–1899)
- Josep Torras i Bages (1899–1916)
- Francesc Muñoz i Izquierdo (1916–1927)
- Joan Perelló i Pou, M.S.C. (1927–1955)
- Ramón Masnou Boixeda (1956–1983)
- José María Guix Ferreres (1983–2003)
- Román Casanova Casanova (2003–...)